# 週漫スペシャル
『週漫スペシャル』（しゅうまんスペシャル）とは、芳文社が発行していた青年向け月刊漫画雑誌。週漫とは、1956年11月に創刊された『週刊漫画TIMES』の略称であり、『週刊漫画TIMES』の月刊版といえる。毎月29日に発売。1993年11月創刊。

## 概要
コンビニエンスストアなどの店頭では成年コミックの棚に置かれることが多いが、内容としては一般の成人向け漫画とは一線を画し、ドラマや人間模様、時としてサスペンスを読ませる内容の深い漫画雑誌となっている。特に業界の裏話を掘り下げた作品や耽美なタッチで悲恋を描いた作品が人気を得ているが、艶容でありながらコミカルな作品も多々ある。また連載（シリーズ物）といっても毎号読み切り形式なので初めての読者にも取っ付きやすい内容となっている。ストーリー重視の作品を中心に掲載しているため過激な性的描写はほとんど見あたらない。
芳文社は当誌を劇画界唯一の濃厚充実のテーマ・コミック誌と定義している。2007年より幾つかの作品の扉ページにオトナの恋を描く！とのキャッチコピーが入るようになり、芳文社側の単なる官能漫画誌にしたくないという路線が明確になってきた。
2010年10月発売の2010年12月号をもって休刊。なお、派生誌『別冊週漫スペシャル』（毎月16日発売）は2015年2月号まで刊行を続けていた。
週漫スペシャルの愛読者が毎月楽しみにしていた企画にスペシャルクロスという名の懸賞があり、現金、テレホンカードの他、毎月1名（翌年の2月号となる12月末日発売の号では3名）にその月の号に執筆している作家の直筆サイン色紙が当たった。
色紙は当選者の名が掲載された号が発売されてから発送されるため、事前に編集部に連絡して色紙に自分の名前やハンドルネーム等を添えてもらうことが可能であった。
自分の名前やハンドルネームを色紙に添えてもらった当選者も実際に存在した。

## 休刊時点の連載作品
- 恋文（原作：大川功、作画：成沢功）
- 毒の華（原作：百田銀治、作画：岬ゆきひろ）
- 沿線不倫恥図（原作：小田はるか、作画：北野信）
- ヒミツのラブホ日記（大葉康雄）
- 禁<タブー>忌（原作：中山たくみ、作画：ももなり高）
- 風俗記者・どぶねずみ（原作：武守仁、作画：佐々木久）
- イケナイ営業日誌（原作：万平、作画：宮内かずみ）
- オフィスラブ〜蜜の現場（原作：葛城ゆう、作画：乱真澄）
- 実録！男と女のＣ調事件簿（第2期）（作麻正明）
- 隣の女（蝦名いくお）

### 不定期掲載
- 風俗疑惑の女（美和剛）
- 黒の視線（原作：りょう、作画：五井四郎）
- ラブルーム（原作：狩野あづさ、作画：間宮聖士）
- 不毛な三角関係（江口渚）

## 過去に掲載されていた作品
- 歌舞伎町始末録（原作：武守仁、作画：熊谷くにを）
- 紅の源泉（原作：中山たくみ、作画：ももなり高）
- 情婦（原作：本間正夫、作画：成沢功）
- 農業ノススメ 恋と涙の就農生活（原作：香橋義高、作画：美和剛）
- 実録！男と女のＣ調事件簿（作麻正明）

### HOUBUNSHA MY PAL COMICS
掲載作の単行本はあまり刊行されておらず（2009年より一部の作品が携帯電話向けに配信されるサービスが始まった）、不定期に刊行される「HOUBUNSHA MY PAL COMICS（マイパルコミックス）」に過去の作品が再録されている。「HOUBUNSHA MY PAL COMICS」は大まかに、サスペンス等を題材にした作品を再録した物を『特報黒の事件簿』、業界の裏話等を題材にした作品を再録した物を『本当にあるお仕事のオイシイ話』、『本当にある夜のお仕事ウラのウラ』、上記のどれにも分類することが難しい作品を再録した物を『誘惑白書』として刊行している。
2007年に刊行が始まった『本当にある夜のお仕事ウラのウラ』は売り上げが10万部を突破し、2008年3月に増刷された。次いでに2009年に『本当にあるお仕事のオイシイ話』が増刷された。
2008年6月発行の『誘惑白書』には「妻たちの危険な恋文」との副題が付けられ（『誘惑白書』としては第5号）、『恋文』シリーズを中心に再録されるなど、マイパルコミックス一冊ごとに内容の差別化が進められている。
2008年8月発行の『特報黒の事件簿』第9号（副題「夜の事件簿」）には3年以上に及ぶ長期作品『風俗記者・どぶねずみ』の第1話を含む13作品（内『風俗記者・どぶねずみ』は7本）が再録された。
2008年12月発行の『誘惑白書』第6弾の副題は「艶容! 悪女図鑑」で、『毒の華』『ラブルーム』の2作品を中心に再録している。
2009年2月上旬発行の『特報黒の事件簿』の第10号がマイパルコミックス初の巻数二桁に達する物になる。